# Luis Bush
Luis Bush, nascido na Argentina, é um líder cristão e facilitador internacional de "Conexões Transformadoras do Mundo", com sede em Singapura.

## Início da vida
Bush nasceu na Argentina, mas foi criado no Brasil. Em 1970, licenciou-se na Universidade da Carolina do Norte em Chapel Hill, N. C. em economia e trabalhou como Consultor de Negócios para uma consultoria de Arthur Andersen, em Chicago, antes de decidir, em 1973, dedicar a sua vida ao ministério cristão. Depois de sua formatura no seminário teológico em 1978, ele viajou para San Salvador, juntamente com sua esposa Doris, para servir à Igreja Nazaret como pastor sênior. Bush liderou o movimento de missões chamado COMIBAM da América Latina durante a sua fase inicial e mais tarde serviu como CEO de Parceiros Internacionais, de 1986 a 1992, uma organização que busca fomentar o crescimento de comunidades cristãs, em regiões majoritariamente não-cristãs, por meio de parcerias com ministérios cristãos indígenas. Ele serviu como diretor internacional do AD2000 e Além do Movimento de 1989-2001.

## Janela 10/40 e Transformação do Mundo
Ele e sua esposa Doris cunharam o termo Janela 10/40, que se concentrou na região do mundo com maior sofrimento humano combinado com o mínimo de exposição para o Cristianismo. Transformar o Mundo foi o nome dado para o primeiro evento global na Indonésia, em 2005, quando Luis foi convidado para servir como facilitador internacional para outros eventos relacionados com processos. Conexões para Transformar o Mundo existe para construir uma comunidade incentivadora de servos engajados na missão de Deus de transformação que resulta na cura e bênção das nações.

## Janela 4/14
Luis Bush também compôs o termo Janela 4/14 que é um termo do Movimento de evangelização infantil. Janela 4/14 é uma missão cristã global, um movimento missionário focado na ajuda cristã a crianças de 4 a 14 anos, contra opressão, engano, depressão e perdição. O objetivo é levar a geração 4/14 a experimentar a vida abundante que Jesus prometeu (João 10:10), promovendo-lhes a libertação espiritual, mental, física, relacional, econômica, social e material e, assim, aproveitar seu imenso potencial para mudar o mundo.

## Estudos posteriores
Bush concluiu um Doutorado em Estudos Interculturais, na Escola de Estudos Interculturais do Seminário Teológico Fuller, em 2003. O estudo de antecedentes do incentivo para a missão de hoje levou a um Inquérito Mundial realizado a partir de 2002 a 2004, envolvendo participantes de mais de 700 cidades.